# Copa Pernambuco 2019
In 2019 werd de negentiende editie van de  Copa Pernambucano gespeeld voor voetbalclubs uit de Braziliaanse staat Pernambuco. De competitie werd georganiseerd door de FPF en werd gespeeld van 5 oktober tot 6 december. Santa Cruz werd kampioen.
Het was de eerste keer sinds 2012 dat de competitie gespeeld werd. Deze werd gespeeld als aanloop naar de staatscompetitie van 2020. In tegenstelling tot andere staatsbekers mocht de winnaar niet naar de Copa do Brasil of Campeonato Brasileiro Série D, waardoor dit in principe een vriendschappelijk toernooi was. 

## Eerste fase
| Plaats | Club                  | Wed. | W | G | V | Saldo | Ptn. |
| ------ | --------------------- | ---- | - | - | - | ----- | ---- |
| 1.     | Santa Cruz            | 4    | 2 | 2 | 0 | 12:3  | 8    |
| 2.     | Pesqueira             | 4    | 2 | 2 | 0 | 7:2   | 8    |
| 3.     | Ypiranga              | 4    | 2 | 2 | 0 | 7:4   | 8    |
| 4.     | Atlético Pernambucano | 4    | 1 | 0 | 3 | 3:8   | 3    |
| 5.     | Cabense               | 4    | 0 | 0 | 4 | 2:14  | 0    |

|  | Gekwalificeerd voor tweede fase |

| Plaats | Club                | Wed. | W | G | V | Saldo | Ptn. |
| ------ | ------------------- | ---- | - | - | - | ----- | ---- |
| 1.     | Náutico             | 4    | 2 | 2 | 0 | 8:2   | 8    |
| 2.     | Íbis                | 4    | 2 | 1 | 1 | 5:4   | 7    |
| 3.     | Retrô Brasil        | 4    | 1 | 1 | 2 | 6:7   | 4    |
| 4.     | Vera Cruz           | 4    | 1 | 1 | 2 | 7:9   | 4    |
| 5.     | Ferroviário do Cabo | 4    | 1 | 1 | 2 | 4:8   | 4    |

|  | Gekwalificeerd voor tweede fase |

## Tweede fase
|  | halve finale | halve finale | halve finale | halve finale |  |            | finale | finale | finale | finale |
|  |              |              |              |              |  |            |        |        |        |        |
|  |              |              |              |              |  |            |        |        |        |        |
|  | Santa Cruz   | 1            | 4            | 7            |  |            |        |        |        |        |
|  | Íbis         | 0            | 1            | 1            |  |            |        |        |        |        |
|  |              |              |              |              |  | Santa Cruz | 1      | 2      | 3      |        |
|  |              |              |              |              |  | Náutico    | 1      | 1      | 2      |        |
|  | Náutico      | 0            | 2            | 2            |  |            |        |        |        |        |
|  | Pesqueira    | 1            | 0            | 1            |  |            |        |        |        |        |

## Kampioen
| Copa Pernambucano de 2019      |
| Pernambuco                     |
| ------------------------------ |
| SANTA CRUZ Kampioen (5° titel) |